# Gerlis Zillgens

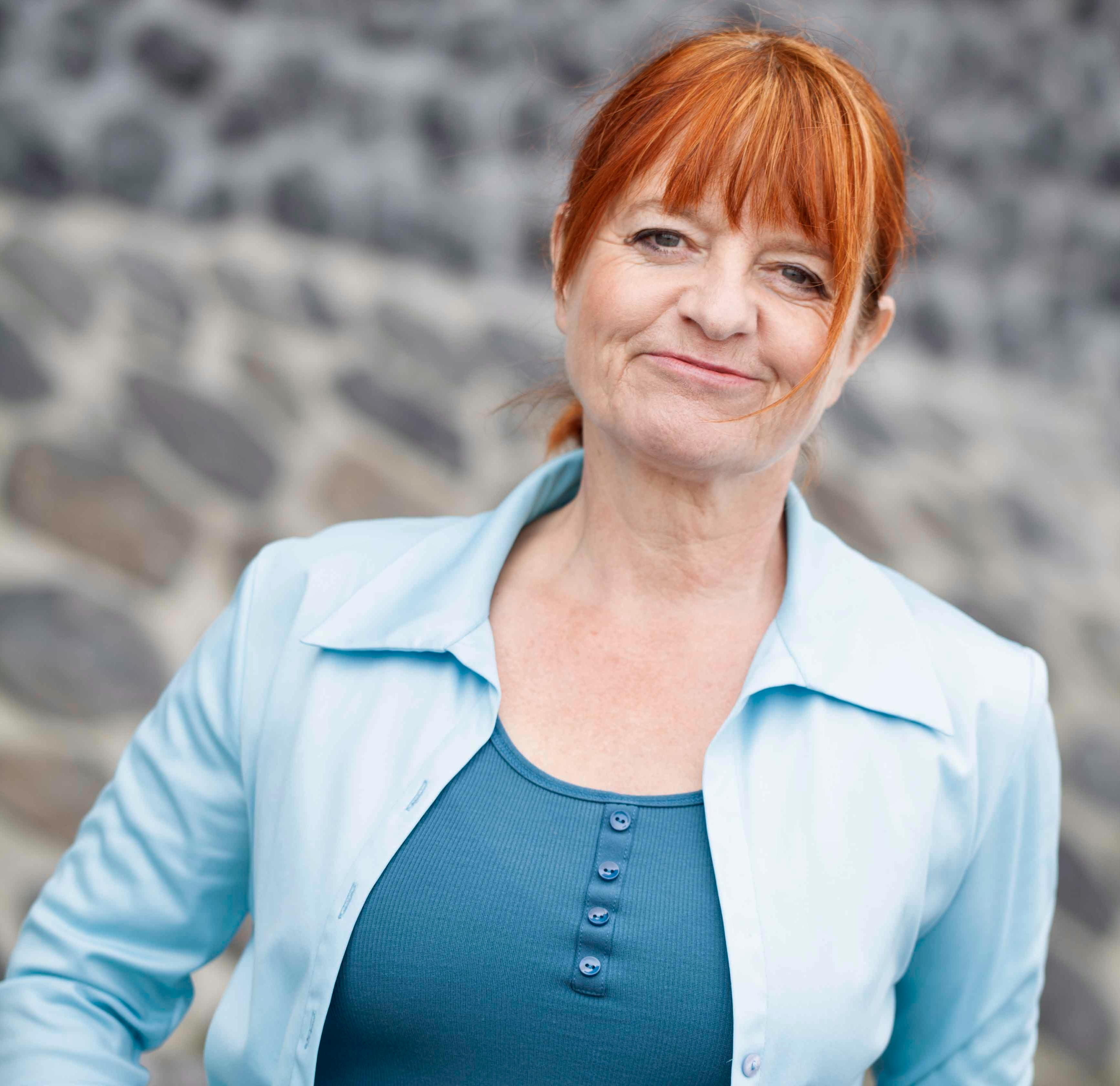
Gerlis Zillgens (2023)

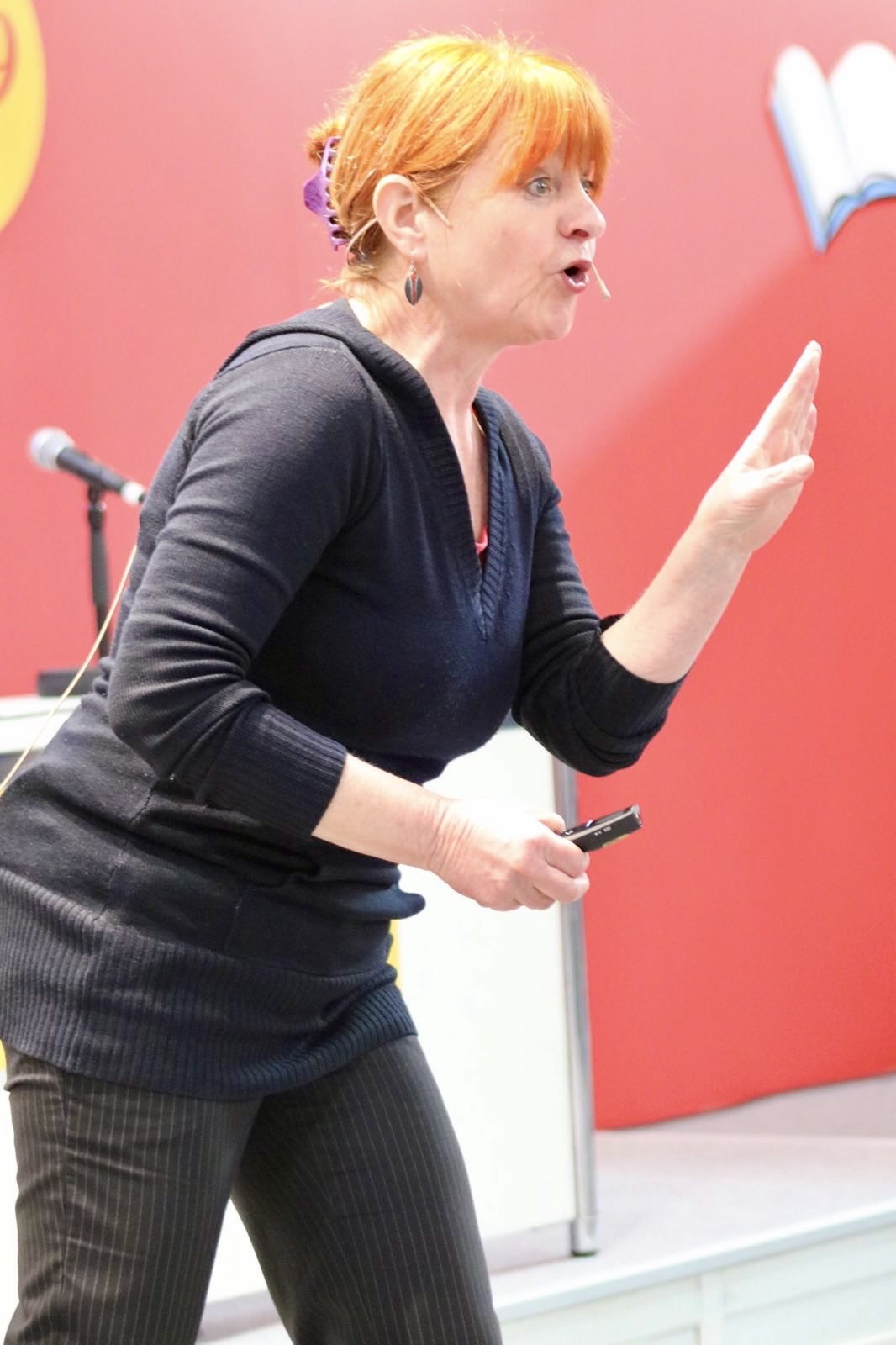
Gerlis Zillgens bei einer Lesung (2023)

Gerlis Zillgens (* in Rheydt) ist eine deutsche Autorin.

## Leben
Gerlis Zillgens lebt und arbeitet als freie Autorin in Köln. Neben Romanen und Kurzgeschichten für Erwachsene schreibt sie für diverse Verlage Kinder- und Jugendbücher, die ins Niederländische, Italienische, Spanische, Portugiesische, Polnische, Litauische, Griechische, Türkische, Koreanische und Russische übersetzt wurden. Für die satirische Seite Die Wahrheit der TAZ verfasst sie ebenfalls Kolumnen. Weiterhin tritt sie häufig als Vorleserin auf Literaturfestivals, in Bibliotheken und in Schulen auf.

## Werke
Romane
- Lametta ist weg, Neuauflage, tredition, 2025
- Anna & Anto: Plötzlich anders, Neuauflage, tredition, 2024
- Tierisch klasse!, Esslinger 2023
- Morgen, Tiere, wirds was geben!, Esslinger 2021
- Anna & Anto: Plötzlich anders, Planet!, 2020
- Romeo, der Zaubertrommler, Südpol, 2019
- Oskar ganz nach oben, Südpol, 2018
- Hipp & Hopp retten Papa Grünsprung, Südpol, 2017
- Lametta ist weg, cbj/Random House, 2015
- Yolo, Kaugummi-Knoblauch-Vanilleeis und eine Überraschung zu viel, Loewe, 2014
- Yolo, der wildgewordene Pudding und Jo Zwometerzwo, Loewe, 2014
- Coffeeshop, Bastei-Lübbe, 2013
- Voll die Liebe, Carlsen, 2013 (Kurzgeschichtensammlung)
- Lady Berlin (unter Pseudonym Lisa Anders), Oetinger/Pink 2012
- Supergirls – Mission: Love, Thienemann/Planet Girl, 2010 (mit Sabine Both)
- Supergirls – Mission: Manga, Thienemann/Planet Girl, 2010 (mit Sabine Both)
- Supergirls – Mission: Luna, Thienemann/Planet Girl, 2010 (mit Sabine Both)
- Alles Emma – auf ein Neues!, Rowohlt, 2009
- Alles Emma – oder was?, Rowohlt, 2008
- Kussmarathon, Roman, Rowohlt, 2007
- Eine 6 und sieben Küsse, Rowohlt, 2007
- Superstar zum Küssen nah, Rowohlt, 2006
- www.KUSSMAIL.de, Rowohlt, 2006
- Sommernachtsträume, Rowohlt, 2005
- Ein Kuss zu viel, Roman, Rowohlt, 2004
- Lisas Debüt, Roman, S. Fischer, 2002

Erzählungen in Anthologien
- Janinas Geschichte, Von Jakob, der doppelt ist (Wenn Sonntag ist, Löwe, 2016)
- Angelina Jolie (Die letzten werden die Ärzte sein, Satyr, 2014)
- Nach(t)bar (Macht Sex Spaß, Satyr, 2012)
- Annika bloggt (Das war nicht ich, das waren die Hormone, Satyr, 2010)
- Kussdate (Ferien, Stress und Liebesglück, Rowohlt, 2009, mit Frank Maria Reifenberg)
- Die Vierte (Sex – von Spaß war nie die Rede, Satyr, 2008, mit Bernd Gieseking)
- 32 Grad im Schatten (Flipflops, Flirts und Ferienlaune, Rowohlt, 2006)
- Hokusspokuss (Auf die Piste, fertig, los!, Rowohlt, 2006)
- Advent Advent (O du fröhliche ...! Rowohlt, 2005)
- Kann ich bitte sofort kassieren (Auf Lesereise, edition tiamat, 2004)
- Is ja Weihnachten (Wer will schon einen Weihnachtsmann?, S. Fischer, 2001)

Hörspiele
- Gräta, Flossi und noch viel Meer, 2. Staffel, 6 Folgen, WDR, 2023
- Gräta, Flossi und noch viel Meer, 1. Staffel, 6 Folgen, WDR, 2022
- Die kleine Spinne Spinda, WDR, 2019
- Hipp und Hopp retten Papa Grünsprung, WDR, 2018

Theaterstücke
- Hipp und Hopp retten Papa Grünsprung, Hartmann & Stauffacher, 2018

Kabarettprogramme-CD
- Hosen runter, gemeinsam mit Bernd Gieseking, Random House Audio, 2006

## Auszeichnungen
- Der Pfefferbeißer, Schlachthof-Literaturpreis Satire, München
- Frau Ava Literaturpreis, Anerkennung der Jury
- Nominierung zum Prix Pantheon für Kabarettprogramm Hosen runter